# Floogals
Floogals è una serie televisiva britannica a tecnica mista rivolta ai bambini in età prescolare, prodotta da Nevision Studios, Jellyfish Pictures, Zodiak Kids e Sprout (ora Universal Kids), un canale televisivo per bambini. La serie è stata sviluppata da Ceri Barnes, Lee Walters, Nigel Pickard e Rick Gitelson, da un'idea originale di Dan Good (che ha creato Waybuloo). La produzione è avvenuta a Londra nel 2014 e 2015 con tutte le animazioni in CGI di Jellyfish Pictures.
In Italia va in onda su DeA Junior dal febbraio 2017 e su Cartoonito dal 5 giugno dello stesso anno.
A settembre 2019 è stato confermato che la terza serie sarà l'ultima e che la produzione è terminata.
La serie è uscita anche in DVD, distribuita dalla Universal Pictures.

## Trama
Tre extraterrestri chiamati Floogals sono venuti sulla Terra dal pianeta Floog per studiare i suoi abitanti. All'atterraggio, un ragazzo umano, pensando che la loro nave spaziale sia un giocattolo, la appende sul soffitto della sua camera da letto. I Floogals, tuttavia, non sembrano preoccuparsi mentre continuano i loro studi.
Durante ogni episodio, i Floogals incontrano un oggetto sulla Terra di cui cercano di capire il funzionamento. Una volta terminato lo studio, passano le loro ricerche alla base sul loro pianeta natale. Dopo l'invio del rapporto, se è gradito, i Floogals ricevono un adesivo con l'oggetto che hanno appena individuato.

## Personaggi
- Fleeker, il capitano dei Floogals, indossa un abito rosso-arancio e si rivolge a se stesso "Capitan Fleeker". Doppiato da Matteo Liofredi.
- Flo, il primo ufficiale dei Floogals, indossa un abito giallo, si rivolge a se stessa come "Primo ufficiale Flo Floogal" e le sue quattro sporgenze si trovano nella metà superiore della sua testa, invece di due in alto e due in basso, come i maschi Floogals. Doppiata da Laura Amadei.
- Boomer, apprendista avventuriero dello spazio, indossa un abito verde[5] e si rivolge a se stesso come "Piccolo Floogal Boomer". Doppiato da Danny Francucci.
- Il Papà. Padre di Luke e di Evie. Doppiato da Angelo Evangelista.
- La Mamma. Madre di Luke e di Evie. Doppiata da Francesca Tardio.
- Luke. Fratello di Evie. Doppiato da Alessandra Cerruti.
- Evie. Sorella di Luke. Doppiata da Simona Chirizzi.
- Capo dei Floogals. Doppiato da Luca Violini.

## Episodi
| Stagioni         | Episodi | Prima TV originale | prima TV Italia |
| ---------------- | ------- | ------------------ | --------------- |
| Prima stagione   | 52      | 2016-2017          | 2017            |
| Seconda stagione | 52      | 2018               | 2019            |
| Terza stagione   | 26      | 2019-2020          | 2020            |